# Esteve Canals i Guerau
Esteve Canals i Guerau   (Sant Vicenç de Riells - Barcelona, 1756) fou un fabricant d'indianes de Barcelona.

## Biografia
Fill de Jaume Canals i Eulàlia Guerau, pagesos de Riells, el 1708 es casà a Barcelona amb Mariàngela Martí, filla de Joan Pau Martí i Font, botiguer de teles del carrer dels Canvis Vells, mort l'any 1705 durant la Guerra de Successió.
El 1725 s'associà amb Pere Canet i el 1738 constituí amb Antoni Serra una de les primeres fàbriques d'indianes de Catalunya, prop del Portal Nou. A la seva mort, passà al seu fill Joan Pau Canals i Martí, que destacà com a erudit i fabricant, nomenat el 1777 baró de la Vallroja.